# Nouhant
Nouhant ist eine Gemeinde in Frankreich. Sie gehört zur Region Nouvelle-Aquitaine, zum Département Creuse, zum Arrondissement Aubusson und zum Kanton Évaux-les-Bains. 

## Geografie
Sie grenzt im Nordwesten an Treignat, im Norden an Archignat (Berührungspunkt), im Nordosten an Saint-Martinien, im Osten an Lamaids, im Südosten an Viersat, im Süden an Lépaud, im Südwesten an Verneiges und im Westen an Soumans. Zu Nouhant gehören die Weiler L'Age-Grillon, Boueix, Le Bourgnon, La Bregère, Le Breuil, Cancagnole, Chantalouette, Chaud, Chaumette, Le Clos, Le Compas, La Correspondance, L'Étang-de-Nouhant, La Forge, Le Fressinaud, Lascoux, Le Magdelon, Le Malvaud, Modard, Le Montgiraud, Les Parques, Le Plaids, Renardives, La Ribière, Rouletoupy, La Sagne, La Sagne-du-Bourgnon, Les Trois-Taillants, Le Vernet und La Vie.

## Bevölkerungsentwicklung
| Jahr      | 1962 | 1968 | 1975 | 1982 | 1990 | 1999 | 2008 | 2018 |
| --------- | ---- | ---- | ---- | ---- | ---- | ---- | ---- | ---- |
| Einwohner | 559  | 508  | 446  | 378  | 355  | 323  | 306  | 281  |

## Sehenswürdigkeiten
- Kirche Saint-Martin aus der Zeit zwischen 13. und 15. Jahrhundert, Monument historique
- Château du Fressinaud aus dem 17. Jahrhundert

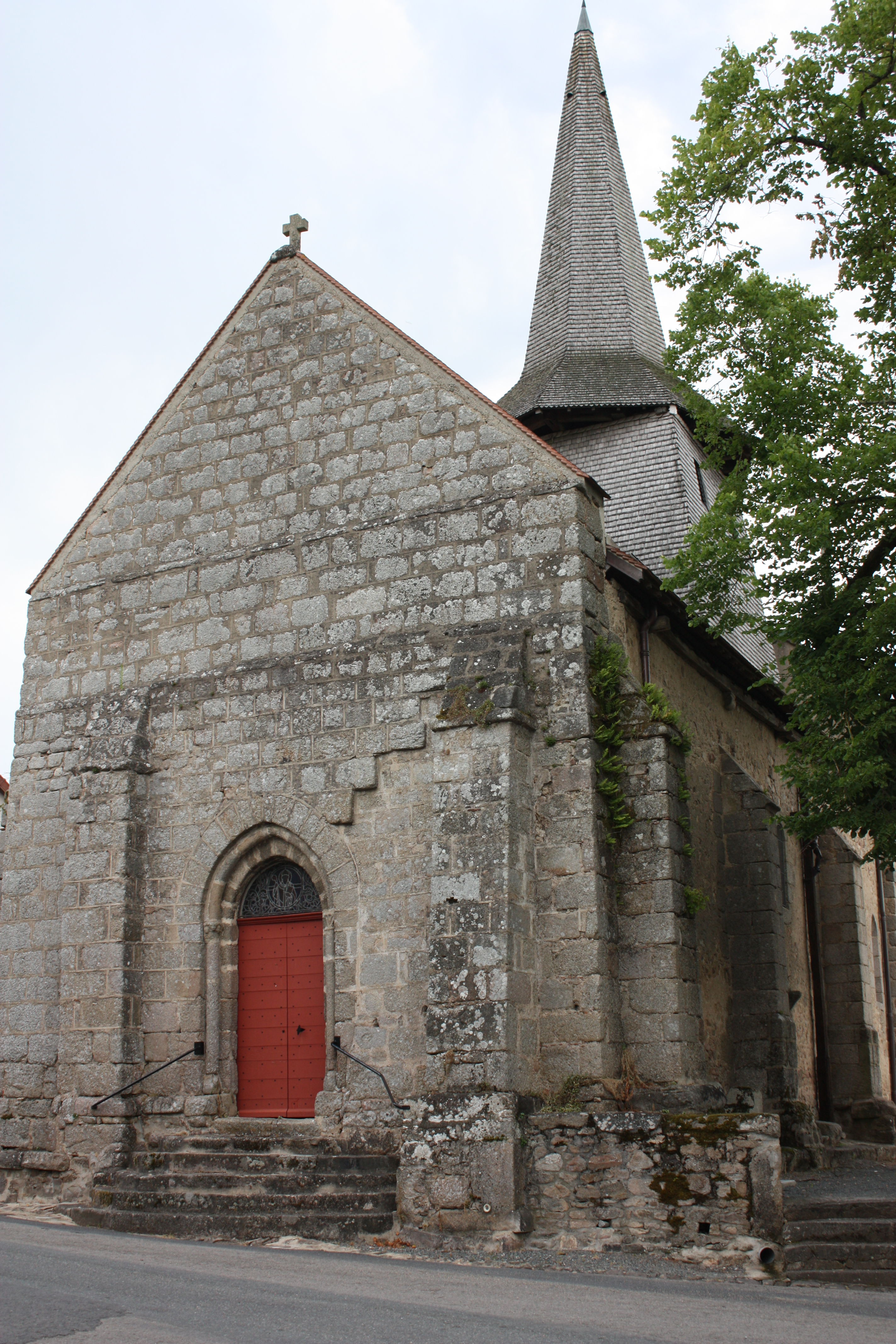
Kirche St. Martin